# Huracán Bonnie (1998)

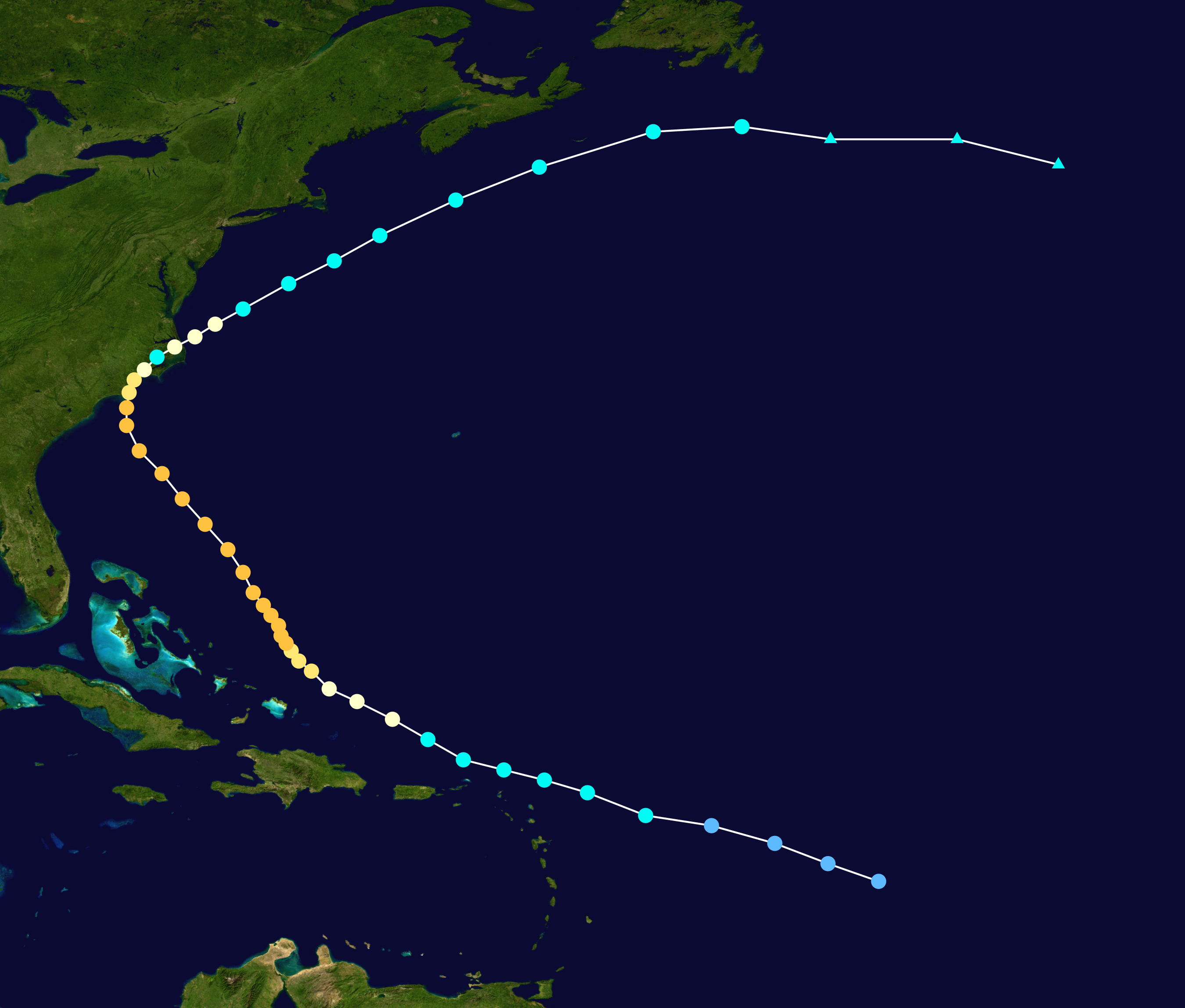
Trayectoria del Huracán Bonnie (1998), de la temporada de huracanes en el Atlántico de 1998, siguiendo los colores de la escala de huracanes de Saffir-Simpson.

El huracán Bonnie fue la segunda tormenta en recibir nombre, el primer huracán, y el primer huracán mayor de la temporada de huracanes en el Atlántico de 1998. Un huracán Tipo Cabo Verde, Bonnie se formó en agosto de 1998 donde eludió el norte de las Leeward Islands antes de tocar tierra cerca de Wilmington, Carolina del Norte como huracán categoría 2. Bonnie causó tres fallecimientos y dejó $720 millones de dólares (1998 USD) 911 millones (2007 USD) en daños. Bonnie fue también el tercer huracán en golpear la costa de Carolina del Norte en tres años.